# Isolabus
Isolabus es un género de gorgojos de la familia Attelabidae. En 1925 Voss describió el género. Esta es la lista de especies que lo componen:
- Isolabus coeruleus
- Isolabus elongaticeps
- Isolabus indigaceus
- Isolabus intrusus
- Isolabus longicollis
- Isolabus magnus